# Tommaso Mosè Montefiore
Tommaso Mosè Montefiore (Liorna, 1855 - [...?], 1933) fou un compositor italià del Romanticisme. Va ser alumne de Mabellini, i es donà conèixer com a crític musical en el diari La Tribuna de Roma, signant els seus articles amb el pseudònim de Ruch. Va compondre les òperes Un bacio al portatore (Florència, 1884), i Cecília (Ravenna, 1905).